# Иасо
Иасо (Ясо, др.-греч. Ἰασώ, Ἰησώ «лечение») — древнегреческое божество, входит в группу божеств медицины.

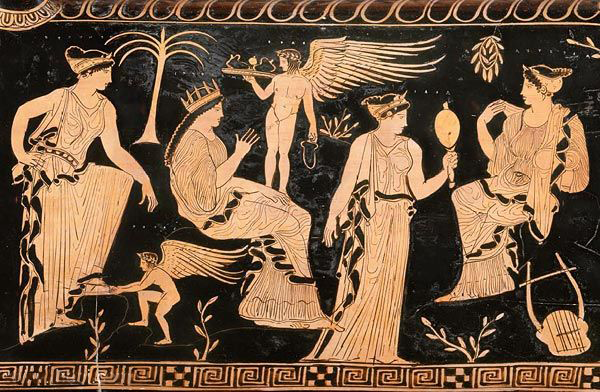
Евринома, Гимерос, Гипподамия, Эрот, Иасо и Астерия на краснофигурной вазе, около 400 года до н. э.

Дочь Асклепия и Эпионы. Её жертвенник находится в Оропе.